# Buisson (Vaucluse)
Buisson é uma comuna francesa na região administrativa da Provença-Alpes-Costa Azul, no departamento de Vaucluse. Estende-se por uma área de 9,49 km². Em 2010 a comuna tinha 301 habitantes (densidade: 31,7 hab./km²).